# اهریشونگ
اشی، ارد یا اهریشونگ ارد به معنای سهم و بخشش و پاداش است و اهریشونگ به معنی اشی خوب، ایزد بانویی است که نماد توانگری و بخشش است. او را دخت اورمزد و سپندارمذ می‌دانند که پیشرفت و آسایش به خانه‌ها می‌برد و خرد و خواسته می‌بخشد. بر گردونه سوار است. در اوستا به صورت زنی درخشان، بسیار نیرومند، خوش‌اندام، مجلل، شکوهمند و آزاده نژاد توصیف شده‌است. بر زنان نفوذ دارد و زنانی که اشی یارشان باشد سفید بختند. نگهبانی گنج نیکوان را کند. بهشت را نیز نگاهبانی کند. به عنوان ایزد بانوی باروری، اشی سه دسته را از بهره بردن از نثارهایش منع می‌کند: مردی که نطفه‌اش خشک شده‌است، روسپی سترون و دخترانی که به سن بلوغ نرسیده‌اند. او یکی از شخصیت‌های مینوی است که در موقع زاده شدن زرتشت حضور داشته‌است. او خواهر ایزد بانوی دین است و در برخی متنها سروش و رشن را از برادران او به‌شمار آورده‌اند.